# Кортона
Кортона (итал. Cortona) је насеље у Италији у округу Арецо, региону Тоскана.
Према процени из 2011. у насељу је живело 2167 становника. Насеље се налази на надморској висини од 503 м.

## Становништво
| 1936.  | 1951.  | 1961.  | 1971.  | 1981.  | 1991.  | 2001.  | 2011.  |
| ------ | ------ | ------ | ------ | ------ | ------ | ------ | ------ |
| 31.518 | 31.910 | 26.718 | 22.653 | 22.722 | 22.598 | 22.048 | 22.495 |